# 乔木

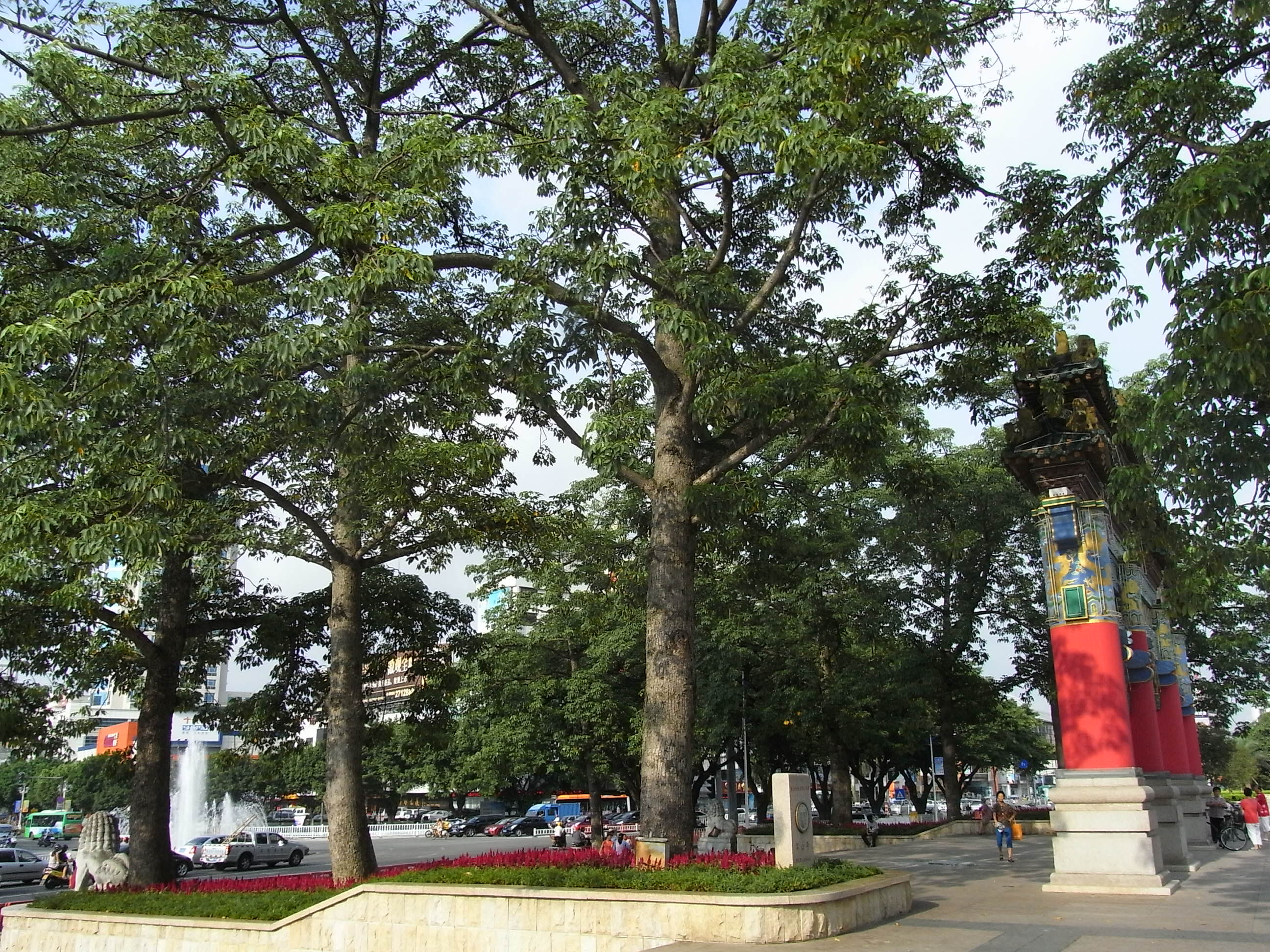
喬木

乔木（英語：tree）是有单一明显主干的木本植物，主幹（即樹幹）直立、高大、明顯，而非攀缘或匍匐，在主干离地表有相当高度后才开始分支，树干和树冠有明显区分，树冠具有一定形态，且成株高达5-6米以上。此名称不是一分類群，而是植物生長習性的描述，如同灌木、藤木，是形態學用語。
在日常生活中，屬於喬木類的植物，口語上普遍稱為樹。

## 依株高分类
樹高在9公尺以下的稱為「小喬木」，小喬木和特大型的草本植物高度相仿；樹高在18公尺以上的稱為「大喬木」。介於兩者之間，樹高約在9至18公尺者，可稱為「中喬木」。